# 불가리아의 정당
불가리아는 다당제를 시행하고 있으며, 단독 집권이 불가능하며 정부를 구성하기 위해서는 최소 2개 이상의 정당이 참여하는 연립정부를 구성해야 한다.

## 주요 정당

### 원내정당
| 당명                             | 창당   | 이념                             | 스펙트럼 |
| -------------------------------- | ------ | -------------------------------- | -------- |
| 불가리아 사회당                  | 1990년 | 사회민주주의, 사회보수주의       | 중도좌파 |
| 권리와 자유의 운동               | 1990년 | 자유주의                         | 중도     |
| 불가리아의 유럽 발전을 위한 시민 | 2006년 | 보수주의, 친유럽주의             | 중도우파 |
| 부흥당                           | 2014년 | 국민보수주의, 강성 유럽회의주의  | 극우     |
| 그런 사람이 있다                 | 2020년 | 사회보수주의, 친유럽주의         | 우익     |
| 민주불가리아당                   | 2023년 | 보수주의, 친유럽주의             | 우익     |
| 도덕단결명예당                   | 2024년 | 우익 대중주의, 연성 유럽회의주의 | 우익     |

## 역사속 정당
| 당명                    | 창당   | 해산   | 이념                          | 스펙트럼 |
| ----------------------- | ------ | ------ | ----------------------------- | -------- |
| 보수당                  | 1879년 | 1902년 | 보수주의, 전제군주제          | 우익     |
| 자유당                  | 1879년 | 1896년 | 자유주의, 개혁주의            | 좌익     |
| 진보자유당              | 1884년 | 1920년 | 친러                          | 우익     |
| 불가리아 사회민주당     | 1891년 | 1896년 | 마르크스주의                  | 좌익     |
| 민주당                  | 1896년 | 1946년 | 사회자유주의                  | 중도좌파 |
| 민주당                  | 1896년 | 1946년 | 사회자유주의                  | 중도좌파 |
| 불가리아 노동사회민주당 | 1896년 | 1948년 | 마르크스주의                  | 좌익     |
| 불가리아 농업국민연합   | 1899년 | 1989년 | 농본사회주의                  | 좌익     |
| 불가리아 공산당         | 1919년 | 1990년 | 공산주의, 마르크스-레닌주의   | 극좌     |
| 국민사회운동            | 1932년 | 1934년 | 파시즘, 반공주의              | 극우     |
| 국민통일이상당          | 2010년 | 2015년 | 보수주의, 반공주의            | 극우     |
| 개혁연합                | 2013년 | 2017년 | 기독교 보수주의, 사회보수주의 | 우익     |

## 같이 보기
- 정당 목록